# Juan Martínez de Rozas
Juan Inocencio Martínez de Rozas Correa (Mendoza, Capitanía General de Chile; 28 de diciembre de 1759-Mendoza, Provincias Unidas del Río de la Plata; 16 de mayo de 1813) fue un abogado y político chileno, prócer de la independencia de Chile.

## Biografía
Nació en la Ciudad de Mendoza el 28 de diciembre de 1759, cuando esta región aún pertenecía a la Capitanía General de Chile, hijo de Juan Martínez Soto de Rozas y López Piñeiro y de María Prudencia Correa Ruíz de Larrea Villegas. Se casó con Maríana de las Nieves Urrutia y Mendiburú Fernández del Manzano, con quien tuvo ocho hijos; incluyendo a Juana María del Carmen, José Ignacio, María de las Mercedes, Mariana, Juan de Dios y Francisco.
Estudió en el Real Colegio Convictorio de Nuestra Señora de Monserrat de Córdoba, donde cursó filosofía y teología. En 1780 se traslada a Santiago de Chile para terminar sus estudios de Jurisprudencia civil y canónica en la Real Universidad de San Felipe. En 1781 se le dio el grado de bachiller en ambas facultades. En 1784 obtuvo de la Real Audiencia el título de abogado y en 1786 se graduó de doctor en cánones.
Inmediatamente después de obtener el bachillerato, consiguió la cátedra de filosofía del Real Convictorio Carolino. También dio lecciones de Física experimental, hasta la época no enseñadas en el Reino de Chile. Adquirió grandes conocimientos en el manejo del francés, que le permitió leer y conocer las obras de Rousseau y Montesquieu. Fue profesor de filosofía de José Miguel Carrera y Manuel Rodríguez. Luego de varias disputas legales, a causa de los sueldos atrasados que se le debían, Juan Martínez de Rozas deja el Real Convictorio Carolino.
En 1787 se integró a la Academia de Leyes, de la que fue secretario. Recibió el nombramiento de asesor letrado del entonces intendente de Concepción, Ambrosio O’Higgins, pasando a ser intendente interino en 1788. En ese puesto recorrió y organizó los fuertes de la frontera, delineó la villa de San Ambrosio de Linares e impulsó la higiene en Concepción. Por sus servicios se le recompensó con el nombramiento de coronel y comandante del escuadrón de caballería de milicias regladas de Concepción.
Volvió a Santiago en 1786 con el cargo de asesor interino del capitán general y gobernador de Chile Gabriel de Avilés y del Fierro, pero perdió su asesoría por decisión de la corte de Madrid. Regresó a su puesto de consejero letrado en Concepción, pero pronto fue separado del cargo porque se estimó que había implicancias entre sus funciones y sus actos de abogado en defensa de los intereses de la familia de su esposa, María de las Nieves Urrutia y Mendiburú Fernández del Manzano.
Nuevamente retornó a la vida pública al asumir como gobernador Francisco Antonio García Carrasco, quien lo nombró su secretario. Defendió los derechos de García Carrasco a ese puesto y triunfo sobre las pretensiones de otros candidatos.
Gracias a su cercanía con el gobernador, lo convenció para que aumentase a 12 el número de auxiliadores regidores del Cabildo de Santiago, dando esos puestos a criollos y no a peninsulares. Aquella corporación se rebeló contra el consejo de regencia, la Real Audiencia y contra el mismo, por lo que el gobernador dispuso la separación de su secretario.

### Escándalo Scorpión
Gracias a la gestión jurídica de Juan Martínez y el accionar del gobernador García Carrasco, se llevó a cabo la operación de emboscada y captura del Scorpion, un barco mercante de origen inglés, donde fueron ajusticiados el capitán del barco y algunos de sus tripulantes. El movimiento jurídico de Rozas fue dejar el barco yo como botín de guerra para que no pagase los impuestos respectivos y quedaran unos 80 mil pesos de la época liberados para los conjurados en la operación.
El pueblo trató de linchar a todos los participantes, que fueron salvados, siendo detenidos y puestos bajo guardia armada permanente. En Santiago toda la cólera fue dirigida hacia el gobernador García Carrasco y su secretario Martínez de Rozas; ambos hombres en un tiempo muy corto acumularon un gran número de pleitos legales, mientras los disturbios públicos hicieron erupción.
Martínez de Rozas tuvo que dimitir y dirigirse a Concepción para liderar desde allí una junta provisional. Él, García Carrasco y todos los que planearon y ejecutaron aquel acto criminal, fueron bautizados como «escorpionistas».

### Inicios de la Independencia

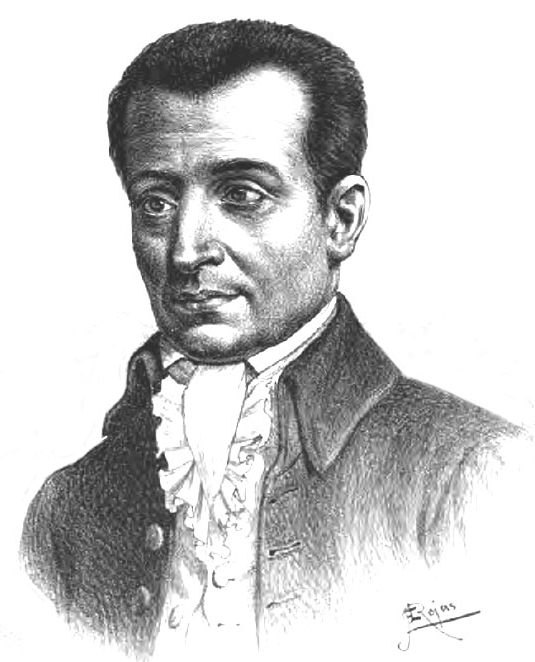
Juan Martínez de Rozas. Dibujado por Pedro Pablo Figueroa.

Al formarse la Primera Junta Nacional de Gobierno el 18 de septiembre de 1810, Martínez de Rozas fue nombrado segundo vocal. En ese momento se encontraba en Concepción, en donde procuró atraerse la voluntad del ejército de la frontera y mantuvo correspondencia con el general Manuel Belgrano y otros patriotas de Buenos Aires. Se encaminó a Santiago y llegó el 1 de noviembre donde fue recibido con grandes manifestaciones públicas. Pidió una imprenta a la junta de Buenos Aires para publicar periódicos de propaganda.
El súbito fallecimiento del presidente de la junta nacional de gobierno, Mateo de Toro Zambrano, acaecido el 26 de febrero de 1811, acrecentó el poder político que Martínez de Rozas había acumulado: Fue nombrado presidente interino de dicha junta. Envió a Buenos Aires una división auxiliar de 500 soldados del Ejército de Chile, reorganizó el personal administrativo dando preferencia a los criollos y preparó el terreno para elegir al primer Congreso Nacional.
Participó destacadamente en la convocatoria y el establecimiento del Primer Congreso Nacional de Chile período en el que llegó a ser visto como líder del sector independentista y durante el cual debió enfrentar un Motín realista liderado por el coronel Tomás de Figueroa, que logró sofocar, mandando a fusilar a su instigador. Encarceló al exgobernador García Carrasco y proscribió de la capital a los vocales de la Real Audiencia. Hizo circular su periódico, El Despertador Americano, y distribuyó el Catecismo Político Cristiano. 
Posteriormente, y debido a los abusos procedurales que el sector monarquista a ultranza había cometido en el establecimiento de ese Congreso (por ejemplo, la elección de doble del número de diputados que se suponía Santiago debía elegir) condujo a la Junta de Concepción a la llamada Revolución del 5 de septiembre de 1811 en Concepción, que tuvo lugar al día siguiente, pero sin coordinación con el primer golpe de Estado de José Miguel Carrera. Esto llevó a temores de una confrontación entre esas dos ciudades, temores que fueron resueltos rápidamente cuando ambos bandos se declararon independentistas y partidarios de un gobierno representativo.

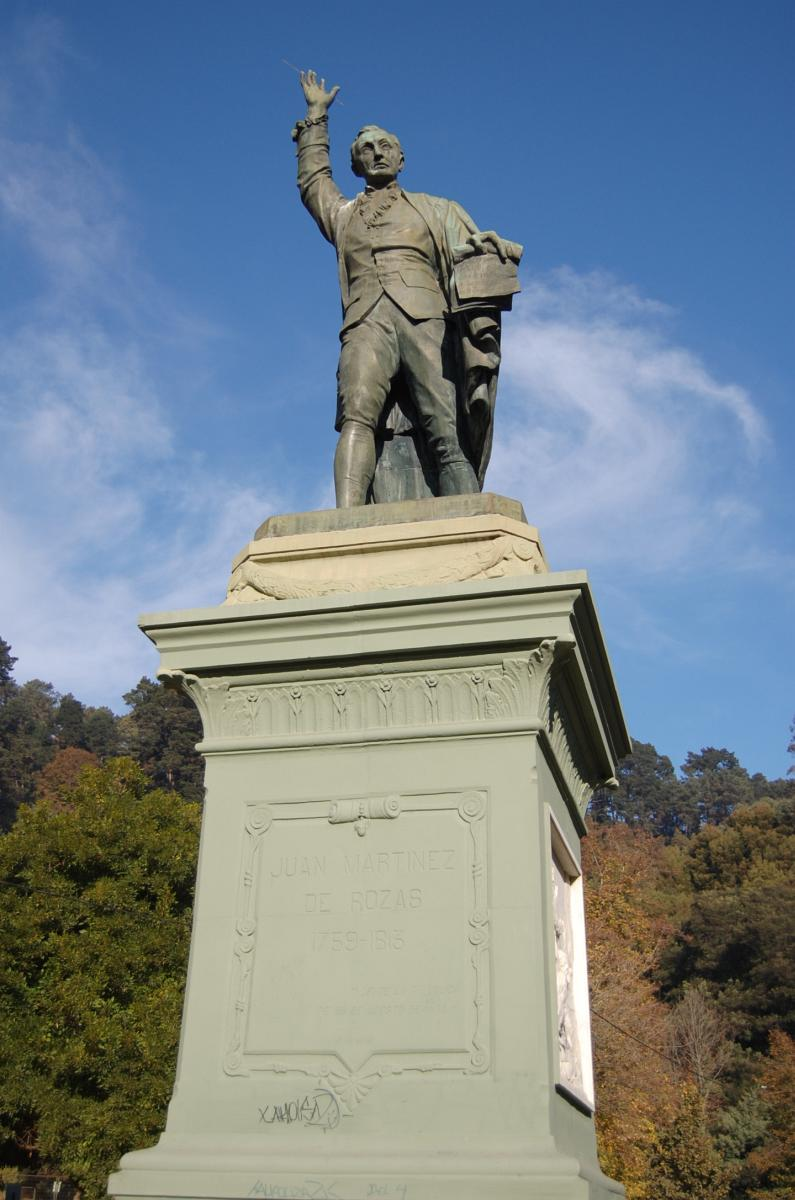
Monumento a Juan Martínez de Rozas, en el Parque Ecuador de la ciudad de Concepción.

### Lucha con Carrera, exilio y muerte
La junta de Concepción se disolvió tras la elección del Primer Congreso Nacional. Sin embargo, tras el Segundo Golpe de Estado de José Miguel Carrera y posterior disolución del Congreso, Martínez de Rozas (que había regresado a Concepción), trabajó por la instalación de una junta provincial, de la que sería uno de los vocales, la que demandó la restauración del gobierno representativo. La confrontación entre Santiago-Concepción se evitó gracias a la mediación de Bernardo O’Higgins, suscribiéndose un pacto transaccional el 12 de febrero de 1812 en el que se reconocía a la Junta de Gobierno de Concepción, se convocaba a nuevas elecciones parlamentarias y se acordaban las bases de una constitución. Sin embargo las diferencias no cesaron, el 8 de julio estalló un movimiento insurreccional, provocado por Carrera, el que disolvió la junta de Concepción, siendo arrestados los vocales. Martínez de Rozas fue llevado a Santiago, desde donde Carrera lo exiliaría a Mendoza el 12 de octubre de 1812. 
En Mendoza fue acogido con honores públicos, nombrándosele presidente de la Sociedad Patriótica y Literaria. Murió el 16 de mayo de 1813 retirado en la vida privada. Sus restos se sepultaron en la Iglesia Matriz de Mendoza, y según decía su testamento se escribió de epitafio: Hic jacet Jahames de Rozas, pulvis et cenis (Aquí yace Juan de Rozas, polvo y cenizas).
En 1889 sus restos fueron trasladados a Chile por orden del presidente José Manuel Balmaceda, descansando en la ciudad de Santiago, en el Cementerio General. Permanecieron allí hasta el 19 de agosto de 2015, cuando sus restos fueron trasladados de manera definitiva a la ciudad de Concepción, para ser sepultados de forma oficial el 16 de octubre de ese año en el llamado Panteón de la Patria, ubicado en el cementerio general de la ciudad penquista y en una solemne ceremonia que fue presidida por el entonces presidente del Senado Patricio Walker.
También en Concepción en el Parque Ecuador se alza una estatua en su honor, obra del escultor nacional Nicanor Plaza.
En el papel que sostiene la mano derecha se alcanza a leer "Catecismo político cristiano dispuesto para la instrucción de los pueblos libres de América meridional".
Entre su descendencia directa se encuentra el expresidente Sebastián Piñera Echenique, por parte de su madre, la señora Magdalena Echenique Rozas.